# Министерство на хранителната промишленост на България
Министерство на хранителната промишленост (МХП) е държавна институция в България с ранг на министерство, съществувало в периодите 1956-1959 и 1966-1968 година.

## История
Създадено е с указ № 502 от 30 декември 1956 година от реорганизацията на Министерството на доставките и следните управления: Захарна индустрия, Консервна индустрия, Хранителна промишленост, Маслено-сапунена и парфюмерийна промишленост, Винпром, Преработка на зърнени храни, Тютюнева промишленост и Месопромишлеността и от части на Министерството на леката и хранителната промишленост и предприятията на хранителната промишленост. Основна задача на министерството е да осъществява ръководството и организацията на управленията и предприятията на хранителната промишленост. Закрито е на 12 март 1959 година със Закона за ускоряване развитието на народното стопанство, подобряване на материалното и културното състояние на народа и преустройство на държавното и стопанското ръководство.
С указ № 538 от 30 юни 1966 година е създадено наново, като Комитетът по хранителна промишленост е преименуван. Ръководи и отговаря за цялостната дейност на обединенията, институтите, организациите и предприятията в своята система. То одобрява разработените от тях мероприятия по изпълнение на производствените и финансовите планове; ръководи и контролира дейността им по комплектуването с кадри; одобрява производствените и материално-битовите условия, правилното разпределение и използване на работната сила, правилното финансиране, кредитиране и изразходване на паричните средства и материалните ценности, осъществяването на най-строг режим на икономии; организира отчетността; утвърждава балансите на своите предприятия. Към министерството са включени предприятията на захарната, консервната и маслодобивната промишленост, предприятията на винарската и пивоварната промишленост, зърнените храни, месопромишлеността, млекопреработването, рибното стопанство, отрасловото предприятие ДМСИ „Черноморски солници“ (Бургас), научноизследователски институти и обединения.
С указ № 1156 от 27 декември 1968 година е обединено заедно с Министерството на земеделието в Министерство на земеделието и хранителната промишленост.

## Структура
- Централно управление
  - Ръководство
    - министър
    - заместник-министри
    - главен секретар

  - Отдели (1956 – 1959)
    - Планово-статистически
    - Производствено-технически
    - Финансово-счетоводен
    - Изкупуване
    - Труд и работна заплата
    - Рибарство и Капитално строителство

  - Отдели (1966 – 1968)
    - Организационен
    - Международни връзки и научно-техническо сътрудничество
    - Капитално строителство
    - Технически прогрес и подготовка на кадри
    - Планово-икономически
    - Финансово-счетоводен
    - Организация на труда и работната заплата
    - Вътрешна реализация и материално-техническо снабдяване
    - Външна търговия
    - Качествен контрол
    - Финансово-ревизионен контрол.